# 巴拉顿瑟勒什
巴拉顿瑟勒什（匈牙利語：Balatonszőlős，匈牙利語發音：[ˈbɒlɒtonsøːløːʃ]）是匈牙利维斯普雷姆州巴拉頓菲賴德區所辖的一个村，总面积12.81平方公里，总人口629，人口密度49.1人/平方公里（2010年1月1日）。